# Tina Mihelić
Tina Mihelić (Rijeka, 30 december 1988) is een Kroatische zeilster die uitkomt in de Laser Radial klasse. Ze nam tweemaal deel aan de Olympische Spelen.
In 2012 werd ze zeventiende in die klasse op de Olympische Spelen van Londen.
In 2013 haalde ze goud op de ISAF Women's Laser Radial World Championships.
Op de Europese Kampioenschappen Zeilen Laser Radial haalde ze goud in 2009 en 2010 en zilver in 2011 en 2014. Op de Middellandse Zeespelen haalde ze zilver in 2009 en goud in 2013.